# فلوريان غيو
فلوريان غيو (بالفرنسية: Florian Guillou)‏ ولد بتاريخ 29 ديسمبر 1982 في فرنسا، هو دراج فرنسي. شارك في طواف فرنسا لعام 2014، وأنهى السباق في المركز الثاني والستين، وهي مشاركته الوحيدة في أحد السباقات الكبرى (Grand Tour).

## روابط خارجية
- فلوريان غيو على موقع الاتحاد الدولي للدراجات (الإنجليزية)
- فلوريان غيو على موقع أرشيف الدراجات (الإنجليزية)
- فلوريان غيو على موقع إحصائيات الدراجات الإحترافية (الإنجليزية)
- فلوريان غيو على موقع نسبة الدراجات (الإنجليزية)